# Doença de Pompe
A Doença de Pompe ou glicogenose tipo II é uma doença autossómica recessiva, com idade de início variável e prevalência entre 1-9 por 100 000. É também classificada como uma doença de depósito lisossômico. A nível epidemiológico, a frequência da doença pode ser estabelecida entre 1 por 8 600 pessoas e 1 por 40 000 pessoas. Em crianças, as características principais desta doença são a hipotonia muscular e a cardiomiopatia (cardiomegalia) e hepatomegalia, mas em pessoas de mais idade os músculos esqueléticos são os mais afetados, nomeadamente apresentando distrofia muscular nos membros inferiores. Ainda em crianças, manifesta-se antes dos 3 meses de idade e pode resultar em morte até aos 2 anos de idade.
A doença é causada por uma deficiência na enzima alfa-1,4-glucosidase, com quanto tem como função fazer a hidrólise do glicogénio em glucose. Esta acção deficiente provoca um acumular de glicogénio num dos organelos celulares, o lisossoma. O gene responsável por esta doença fica localizado no cromossoma 17 (17q23).
Esta doença pode ser provocada por várias mutações da enzima envolvida. Num estudo efectuado em 1990, mostrou-se que uma simples substituição de uma guanina por uma adenina na posição 171, causava a doença. Igualmente, uma mutação singular no intrão 1, é factor causante da doença.
O diagnóstico pode ser efectuado por uma análise de biópsia dos músculos, nomeadamente os estriados., podendo também ser efectuado, na forma adulta, através de cultura de fibroblastos da pele.
Para o tratamento, a terapia de substituição enzimática é utilizada., e mostrou-se eficaz particularmente em crianças. Em adultos, uma dieta rica em proteína, é uma terapia eficaz. Um estudo foi também efectuado com uso de alfa-glucosidase administrada por via venosa, que mostrou melhorias em crianças. A alglucosidase-alfa,  foi a primeira droga disponível para tratar a doença.

## Sinónimos
Alguns dos sinónimos desta doença são:
- Deficiência de alfa-1,4-glucosidase ácida
- Doença no armazenamento de glicogénio, tipo 2
- Deficiência de maltase ácida